# Resolutie 690 Veiligheidsraad Verenigde Naties
Resolutie 690 van de Veiligheidsraad van de Verenigde Naties werd op 29 april 1991 unaniem aangenomen.

## Achtergrond
Begin jaren 1970 ontstond een conflict tussen Spanje, Marokko, Mauritanië en de Westelijke Sahara zelf over de Westelijke Sahara, een gebied dat tot dan toe in Spaanse handen was. Marokko legitimeerde zijn aanspraak op basis van historische banden met het gebied. Nadat Spanje het gebied opgaf bezette Marokko er twee derde van. Het land bleef in conflict met Polisario, dat met steun van Algerije de onafhankelijkheid bleef nastreven. 
Begin jaren 1990 kwam er een plan op tafel om de bevolking van de Westelijke Sahara via een volksraadpleging zelf te laten beslissen over de toekomst van het land. Het was de taak van de VN-missie MINURSO om dat referendum op poten te zetten. Het plan strandde later echter door aanhoudende onenigheid tussen de beide partijen, waardoor ook de missie nog steeds ter plaatse bleef.

## Inhoud
De Veiligheidsraad herinnerde aan resolutie 621 (1988), die de secretaris-generaal vroeg te rapporteren over een volksraadpleging over zelfbeschikking in de Westelijke Sahara. De Veiligheidsraad herinnerde er ook aan dat Marokko en Polisario akkoord gingen met de voorstellen van de secretaris-generaal.
De Veiligheidsraad herinnerde verder aan resolutie 658 (1990), die het rapport van de secretaris-generaal goedkeurde en hem vroeg een gedetailleerd plan op te stellen. De Raad wenste een duurzame oplossing voor de kwestie-Westelijke Sahara en had beraad over het rapport van de secretaris-generaal.
De Raad keurde het rapport van de secretaris-generaal goed, en steunde de inspanningen van de secretaris-generaal voor het organiseren van en toezicht houden op de volksraadpleging. De twee partijen werden opgeroepen om samen te werken met de secretaris-generaal aan de uitvoering van zijn plan.
De Raad besloot een VN-Missie voor de Volksraadpleging in de Westelijke Sahara op te richten. Er werd voorts besloten dat de overgangsperiode binnen zestien weken nadat de Algemene Vergadering het budget van de missie had goedgekeurd zou beginnen. De secretaris-generaal werd gevraagd te rapporteren over de uitvoering van zijn plan.

## Verwante resoluties
- Resolutie 621 Veiligheidsraad Verenigde Naties (1988)
- Resolutie 658 Veiligheidsraad Verenigde Naties (1990)
- Resolutie 725 Veiligheidsraad Verenigde Naties
- Resolutie 809 Veiligheidsraad Verenigde Naties (1993)